# Leon Nevens
Leon Nevens (Ternat, 15 november 1928 - Waarloos, 29 maart 1992), was een Belgische atleet, die gespecialiseerd was in de 3000 m steeple en het veldlopen. Hij veroverde één Belgische titel.

## Biografie
Nevens werd in 1948 ontdekt tijdens een oefencross in Ternat. Hij werd in 1949 Belgisch juniorenkampioen in het veldlopen en op de 3000 m. Eind dat jaar werd hij derde op de volkscross van Le Soir. Begin 1950 werd hij ook derde op het Belgische kampioenschap veldlopen en werd daarbij Belgisch kampioen tweede categorie. Eind dat jaar werd hij na een duel met Gaston Reiff tweede op de cross van Le Soir.
Raoul Mollet stuurde Nevens ook richting de piste. In 1951 werd hij voor het eerst Belgisch kampioen 3000 m steeple. Met zijn tijd van 9.20,2 was hij geselecteerd voor de Olympische Spelen in Helsinki. Door een zware ziekte begin 1952 was hij een jaar buiten strijd en kon hij niet deelnemen. Hij bleef daarna nog enkele jaren actief, maar behaalde niet meer de prestaties van voor zijn ziekte.

### Clubs
Nevens  was aangesloten bij Sporting Club Anderlacht.

### Familie
Leon Nevens is de jongere broer van marathonloper Robert Nevens en de vader van middellangeafstandsloper Marc Nevens.

## Belgische kampioenschappen
| Onderdeel      | Jaar |
| -------------- | ---- |
| 3000 m steeple | 1951 |

## Persoonlijk record
| Onderdeel      | Prestatie | Datum             | Plaats   |
| -------------- | --------- | ----------------- | -------- |
| 3000 m steeple | 9.20,2    | 22 juli 1951      | Brussel  |
| 3000 m         | 8.29,6    | 1955              |          |
| 5000 m         | 14.42,6   | 13 september 1958 | Lausanne |

## Palmares

### 3000 m steeple
- 1951:  BK AC – 9.20,2

### 5000 m
- 1958:  BK AC – 14.47,2

### veldlopen
- 1949:  Cross van Le Soir
- 1950:  BK AC in Bosvoorde
- 1950:  Cross van Le Soir